# Catedral de San Juan (Belice)
La Catedral de San Juan (en inglés: St. John's Cathedral) es una catedral anglicana en la ciudad de Ciudad de Belice, Belice. La catedral fue la primera iglesia que se construyó en la colonia de Honduras Británica. Fue construida en 1812, aunque tiene numerosas alteraciones que datan de reformas más recientes. El exterior de la iglesia es de ladrillo, el interior está acondicionado en caoba y zapote. Se trata de un hito histórico de Belice que refleja la influencia colonial del pasado del país. Además la iglesia incluye el cementerio más antiguo del país, "Yarborough Cemetery".